# Muzeum Dobrzyńskie w Dobrzyniu nad Wisłą
Muzeum Dobrzyńskie w Dobrzyniu nad Wisłą – muzeum z siedzibą w Dobrzyniu nad Wisłą. Placówka jest miejską jednostką organizacyjną i działa w ramach Dobrzyńskiego Domu Kultury „Żak”. 
Muzeum powstało w 1994 z inicjatywy Klubu Miłośników Ziemi Dobrzyńskiej PTTK. Jego pierwszą siedzibą było poddasze gminnego przedszkola przy ul. Lipnowskiej 6. Z uwagi na warunki techniczne brak było możliwości udostępniania ekspozycji zwiedzającym. W związku z powyższym, przy wsparciu władz miejskich Dobrzynia wykonano remont Sali Historii, działającej w Dobrzyńskim Domu Kultury i w 2005 roku otwarto placówkę, działająca pod nazwą Muzeum Dobrzyńskie.
W ramach ekspozycji prezentowana jest wystawa związana z historią miasta i ziemi dobrzyńskiej. Wśród eksponatów znajdują się m.in. znaleziska archeologiczne, pochodzące z wykopalisk prowadzonych w 1996 roku na tutejszej Górze Zamkowej oraz monety odnalezione przy ul. Zjazd. Ponadto prezentowane są dawne narzędzia, sprzęty domowego użytku, zabytki techniki, książki, wydawnictwa, dokumenty oraz fotografie. Część zbiorów poświęconych jest historii tutejszego szkolnictwa oraz ochotniczej straży pożarnej.
Muzeum jest obiektem całorocznym, czynnym w dni robocze.